# Sylvania (Alabama)
Sylvania es un pueblo ubicado en el condado de DeKalb en el estado estadounidense de Alabama. En el censo de 2000, su población era de 1186.

## Demografía
En el 2000 la renta per cápita promedia del hogar era de $ 28.553$, y el ingreso promedio para una familia era de 35.000$. El ingreso per cápita para la localidad era de 15.561$. Los hombres tenían un ingreso per cápita de 28.681$ contra 19.620$ para las mujeres.

## Geografía
Sylvania está situado en 34°33′30″N 85°47′46″O / 34.55833, -85.79611 (34.558304, -85.796154). 
Según la Oficina del Censo de los EE. UU., la ciudad tiene un área total de 7.44 millas cuadradas (19.26 km²).